# Metania spinata
Metania spinata är en svampdjursart som beskrevs av Carter 1881. Metania spinata ingår i släktet Metania och familjen Metaniidae.
Artens utbredningsområde är havet utanför Brasilien. Inga underarter finns listade i Catalogue of Life.